# درزيغوابر (أملش الجنوبي)
درزیغوابر (بالفارسية: درزیگوابر) هي قرية تقع في إيران في غيلان. يقدر عدد سكانها بـ 129 نسمة بحسب إحصاء 2016.